# إدي سولومون
إدي سولومون (بالإنجليزية: Eddie Solomon)‏ هو لاعب كرة قاعدة أمريكي، ولد في 9 فبراير 1951 في بيري في الولايات المتحدة، وتوفي في 12 يناير 1986 في ماكون في الولايات المتحدة.

## وصلات خارجية
- إدي سولومون على موقع دوري كرة القاعدة الرئيسي (الإنجليزية)
- إدي سولومون على موقعبيزبول رفرنس.كوم (الدوري الرئيسي) (الإنجليزية)
- إدي سولومون على موقعبيزبول رفرنس.كوم (الدوري الثانوي) (الإنجليزية)